# Zettelkasten
Zettelkasten er et notatsystem udviklet af den tyske sociolog Niklas Luhmann. Systemet er designet til at facilitere opdagelsen af relationer mellem information og idéer gennem et indekseret system af notater. Det er blevet populært blandt forskere, forfattere og selvudviklere for dets evne til at forbedre forståelse, kreativitet og produktivitet.

## Historie
Zettelkasten blev udviklet af Luhmann i løbet af hans akademiske karriere. Han brugte det til at administrere og kategorisere over 90.000 notater til sit arbejde og forskning.

## Metode
Det grundlæggende i Zettelkasten er oprettelsen af individuelle notater, hver med sin egen unikke identifikation og ofte med henvisninger til andre relaterede notater. Dette skaber et netværk af information, der understøtter association (forestillingsforbindelse) og krydsreferencer, hvilket gør det nemmere at bygge komplekse idéer over tid.

## Anvendelse i Moderne Tid
Med fremkomsten af digitale værktøjer er Zettelkasten blevet adopteret i forskellige softwareapplikationer, der letter digital notetagning og linkning.